# Átomos en moléculas

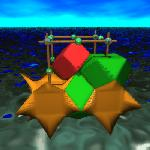
Ejemplo de 'cuencas' atómicas de un cristal de peruskita KCaF_{3}
En amarillo los átomos de Calcio,
en verde los Flúor
y en rojo los Potasio.

El planteamiento de la teoría de átomos en moléculas es un modelo químico cuántico que caracteriza el enlace químico de un sistema basándose en la topología de la densidad de carga electrónica negativa. Los datos de densidad electrónica pueden tener un origen empírico (obtenido de la difracción de rayos X de cristales del compuesto a estudiar), o teórico a partir de la función de onda del sistema.
Además del enlace, el planteamiento de Átomos En Moléculas (AEM) permite calcular ciertas propiedades físicas sobre 'cuencas atómicas', por la división del espacio en volúmenes atómicos que contienen un único núcleo. Las principales conclusiones que permite el planteamiento de AEM son:
- Una molécula se puede dividir de forma única en un conjunto de volúmenes atómicos. Estos volúmenes están separados por una serie de superficies a través de las cuales el flujo del gradiente de la densidad electrónica es cero. Las propiedades atómicas como carga atómica, momento dipolar y energía se pueden calcular por integración de sus correspondientes operadores sobre este volumen atómico.

- Dos átomos están enlazados si sus volúmenes atómicos comparten una superficie interatómica común, y hay un punto crítico (3, −1) en esta superficie. Un punto crítico se define como un punto del espacio donde el gradiente del campo densidad de carga es cero. Un punto crítico (3, −1) se define como aquel que tiene dos autovalores de la Matriz Hessiana negativos mientras que el tercero es positivo. En otras palabras, un punto crítico de enlace es un punto de silla de primer orden del campo escalar de densidad electrónica.

- Los enlaces interatómicos se clasifican como de capa cerrada o compartidos, si la Laplaciana de la densidad electrónica en el punto crítico es positiva o negativa, respectivamente.

- La torsión geométrica del enlace se puede medir midiendo la desviación del punto crítico enlazante del eje interatómico entre los dos átomos. Una desviación grande implica un enlace muy torsionado.